# 오렌지색관코박쥐
오렌지색관코박쥐(Murina peninsularis)는 애기박쥐과에 속하는 박쥐의 일종이다. 인도-말레야 생태구에 분포한다

## 특징
작은 크기의 박쥐로 몸길이는 39.9-55.1mm, 전완장은 33.8-39.4mm, 꼬리 길이 32.4-46mm이다. 발 길이는 5.6-10mm, 귀 길이는 11.9-18.8mm이고 몸무게는 최대 11.9g이다.